# Thurston (Suffolk)
Thurston – wieś w Anglii, w hrabstwie Suffolk, w dystrykcie Mid Suffolk. Leży 31 km na północny zachód od miasta Ipswich i 106 km na północny wschód od Londynu. W 2005 miejscowość liczyła 3260 mieszkańców.